# (114) Kassandra
(114) Kassandra – planetoida pasa głównego asteroid.

## Odkrycie
Została odkryta przez Christiana Petersa 23 lipca 1871 roku w Clinton położonym w hrabstwie Oneida w stanie Nowy Jork. Nazwa planetoidy pochodzi od imienia Kasandry (Kassandry), wróżbiarki i córki Priama w mitologii greckiej.

## Orbita
(114) Kassandra krąży w średniej odległości 2,68 j.a. od Słońca, o okresie obiegu 4 lat i 139 dni. Pełny obrót wokół własnej osi wykonuje w czasie 10 godzin i 45 minut.